# 日本のスーパーセンテナリアンのリスト
日本のスーパーセンテナリアンとは、110歳以上の年齢に達した日本国民、日本在住者、日本出身者を指す。2015年1月時点で、アメリカの老年学研究団体「ジェロントロジー・リサーチ・グループ (GRG)」は、263の日本のスーパーセンテナリアンの主張（その大半は女性）を検証済みである。2023年12月19日時点で、GRGは存命の最高齢の日本人として115歳の糸岡富子（1908年5月23日生まれ）をリストに掲載している。検証済みの史上最高齢の日本人かつアジア人は、119歳107日まで生きた田中カ子（1903年 - 2022年）であり、検証済みの中では世界で2番目に長生きした人物でもある。男性で最も長生きした日本人は木村次郎右衛門（1897年 - 2013年、116歳54日没）で世界最高齢記録保持者でもある。

## 日本史上長寿100傑
故人
      存命中
| 順位 | 氏名           | 性別 | 生年月日       | 没年月日       | 年齢       | 生誕地   | 死没地 又は居住地 |
| ---- | -------------- | ---- | -------------- | -------------- | ---------- | -------- | ----------------- |
| -    | 賀川滋子       | 女性 | 1911年5月28日  | 存命中         | 114歳63日  | 奈良県   | 奈良県            |
| -    | 岸本ふよ       | 女性 | 1911年12月20日 | 存命中         | 113歳222日 | 兵庫県   | 京都府            |
| -    | 森スミ子       | 女性 | 1912年1月30日  | 存命中         | 113歳181日 | 三重県   | 三重県            |
| -    | 喜友名靜子     | 女性 | 1912年6月10日  | 存命中         | 113歳50日  | 沖縄県   | 沖縄県            |
| 01   | 田中カ子       | 女性 | 1903年1月2日   | 2022年4月19日  | 119歳107日 | 福岡県   | 福岡県            |
| 02   | 田島ナビ       | 女性 | 1900年8月4日   | 2018年4月21日  | 117歳260日 | 鹿児島県 | 鹿児島県          |
| 03   | 都千代         | 女性 | 1901年5月2日   | 2018年7月22日  | 117歳81日  | 和歌山県 | 神奈川県          |
| 04   | 大川ミサヲ     | 女性 | 1898年3月5日   | 2015年4月1日   | 117歳27日  | 大阪府   | 大阪府            |
| 05   | 巽フサ         | 女性 | 1907年4月25日  | 2023年12月12日 | 116歳231日 | 大阪府   | 大阪府            |
| 06   | 糸岡富子       | 女性 | 1908年5月23日  | 2024年12月29日 | 116歳220日 | 大阪府   | 兵庫県            |
| 07   | 猪飼たね       | 女性 | 1879年1月18日  | 1995年7月12日  | 116歳175日 | 愛知県   | 愛知県            |
| 08   | 木村次郎右衛門 | 男性 | 1897年4月19日  | 2013年6月12日  | 116歳54日  | 京都府   | 京都府            |
| 09   | 中地シゲヨ     | 女性 | 1905年2月1日   | 2021年1月11日  | 115歳345日 | 佐賀県   | 佐賀県            |
| 10   | 秋山シモエ     | 女性 | 1903年5月19日  | 2019年1月29日  | 115歳255日 | 不明     | 愛知県            |
| 11   | 林おかぎ       | 女性 | 1909年9月2日   | 2025年4月26日  | 115歳236日 | 岐阜県   | 岐阜県            |
| 12   | 氏名非公表     | 女性 | 1900年3月15日  | 2015年9月27日  | 115歳196日 | 不明     | 東京都            |
| 13   | 松下しん       | 女性 | 1904年3月30日  | 2019年8月27日  | 115歳150日 | 宮城県   | 宮城県            |
| 14   | 北川みな       | 女性 | 1905年11月3日  | 2020年12月19日 | 115歳46日  | 滋賀県   | 滋賀県            |
| 15   | 乙成ヨシ       | 女性 | 1906年12月17日 | 2022年1月26日  | 115歳40日  | 不明     | 福岡県            |
| 16   | 大久保琴       | 女性 | 1897年12月24日 | 2013年1月12日  | 115歳19日  | 東京府   | 神奈川県          |
| 17   | 長谷川チヨノ   | 女性 | 1896年11月20日 | 2011年12月2日  | 115歳12日  | 佐賀県   | 佐賀県            |
| 18   | 氏名非公表     | 女性 | 1907年4月29日  | 2022年4月30日  | 115歳1日   | 不明     | 兵庫県            |
| 19   | 知念カマ       | 女性 | 1895年5月10日  | 2010年5月2日   | 114歳357日 | 沖縄県   | 沖縄県            |
| 20   | 古屋かほる     | 女性 | 1908年2月18日  | 2022年12月25日 | 114歳310日 | 不明     | 静岡県            |
| 21   | 石黒喜代子     | 女性 | 1901年3月4日   | 2015年12月5日  | 114歳276日 | 東京府   | 神奈川県          |
| 22   | 日野ユキヱ     | 女性 | 1902年4月17日  | 2017年1月13日  | 114歳271日 | 不明     | 新潟県            |
| 23   | 近藤ミネ       | 女性 | 1910年9月1日   | 2025年5月20日  | 114歳261日 | 愛知県   | 愛知県            |
| 24   | 大平ひで       | 女性 | 1880年9月15日  | 1995年5月9日   | 114歳236日 | 和歌山県 | 和歌山県          |
| 25   | 松本まさ       | 女性 | 1909年11月29日 | 2024年7月9日   | 114歳223日 | 滋賀県   | 神奈川県          |
| 26   | 皆川ヨ子       | 女性 | 1893年1月4日   | 2007年8月13日  | 114歳221日 | 福岡県   | 福岡県            |
| 27   | 小山ウラ       | 女性 | 1890年8月30日  | 2005年4月5日   | 114歳218日 | 広島県   | 福岡県            |
| 28   | 馬場よ志       | 女性 | 1907年6月3日   | 2022年1月4日   | 114歳215日 | 山梨県   | 山梨県            |
| 29   | 中村イソ       | 女性 | 1903年4月23日  | 2017年11月23日 | 114歳214日 | 石川県   | 石川県            |
| 30   | 豊田ミツエ     | 女性 | 1902年2月15日  | 2016年8月25日  | 114歳192日 | 不明     | 大分県            |
| 31   | 松永タセ       | 女性 | 1884年5月11日  | 1998年11月18日 | 114歳191日 | 新潟県   | 東京都            |
| 31   | 我如古カメ     | 女性 | 1905年4月10日  | 2019年10月18日 | 114歳191日 | 沖縄県   | 沖縄県            |
| 33   | 中願寺雄吉     | 男性 | 1889年3月23日  | 2003年9月28日  | 114歳189日 | 福岡県   | 福岡県            |
| 34   | 仲村カメ       | 女性 | 1898年3月8日   | 2012年9月12日  | 114歳188日 | 沖縄県   | 沖縄県            |
| 35   | 廣安美代子     | 女性 | 1911年1月23日  | 2025年7月29日  | 114歳187日 | 大分県   | 大分県            |
| 36   | 川手ミトヨ     | 女性 | 1889年5月15日  | 2003年11月13日 | 114歳182日 | 広島県   | 広島県            |
| 37   | 臼井ます       | 女性 | 1910年12月18日 | 2025年5月21日  | 114歳154日 | 静岡県   | 静岡県            |
| 38   | 岡澤イナ       | 女性 | 1910年3月10日  | 2024年8月9日   | 114歳152日 | 茨城県   | 茨城県            |
| 39   | 依光年恵       | 女性 | 1901年9月30日  | 2016年2月28日  | 114歳151日 | 高知県   | 沖縄県            |
| 40   | 牧志ウシ       | 女性 | 1909年2月15日  | 2023年7月4日   | 114歳139日 | 沖縄県   | 沖縄県            |
| 41   | 小野喜美子     | 女性 | 1908年6月20日  | 2022年10月31日 | 114歳133日 | 和歌山県 | 大阪府            |
| 42   | 伊藤タヱ       | 女性 | 1903年7月11日  | 2017年11月13日 | 114歳125日 | 岩手県   | 岩手県            |
| 43   | 安川濱         | 女性 | 1907年1月19日  | 2021年5月23日  | 114歳124日 | 兵庫県   | 兵庫県            |
| 44   | 白石チヨ       | 女性 | 1895年8月6日   | 2009年11月19日 | 114歳105日 | 福島県   | 茨城県            |
| 45   | 白石久子       | 女性 | 1910年5月19日  | 2024年8月26日  | 114歳99日  | 埼玉県   | 埼玉県            |
| 46   | 山崎通子       | 女性 | 1905年7月28日  | 2019年10月31日 | 114歳95日  | 長野県   | 長野県            |
| 47   | 滝井アサ       | 女性 | 1884年4月28日  | 1998年7月31日  | 114歳94日  | 広島県   | 広島県            |
| 48   | 松原たね       | 女性 | 1909年10月15日 | 2024年1月16日  | 114歳93日  | 栃木県   | 北海道            |
| 49   | 白浜ワカ       | 女性 | 1878年3月23日  | 1992年6月16日  | 114歳85日  | 鹿児島県 | 宮崎県            |
| 50   | 十河オスギ     | 女性 | 1905年8月14日  | 2019年11月4日  | 114歳82日  | 広島県   | 愛媛県            |
| 51   | 宮永スエキク   | 女性 | 1884年4月7日   | 1998年6月20日  | 114歳74日  | 鹿児島県 | 鹿児島県          |
| 52   | 岡井ヤスエ     | 女性 | 1908年11月25日 | 2023年2月6日   | 114歳73日  | 大阪府   | 大阪府            |
| 53   | 廣岡シゲ       | 女性 | 1897年1月16日  | 2011年3月29日  | 114歳72日  | 不明     | 大阪府            |
| 54   | 小松きよ       | 女性 | 1911年1月27日  | 2025年3月10日  | 114歳42日  | 石川県   | 埼玉県            |
| 55   | 濵邊ヒデ       | 女性 | 1908年12月3日  | 2023年1月10日  | 114歳38日  | 宮崎県   | 宮崎県            |
| 55   | 吉田セキ       | 女性 | 1910年1月4日   | 2024年2月11日  | 114歳38日  | 不明     | 茨城県            |
| 57   | 岩田トモヱ     | 女性 | 1904年3月25日  | 2018年4月13日  | 114歳19日  | 岩手県   | 岩手県            |
| 58   | 米倉タ子       | 女性 | 1904年5月2日   | 2018年5月19日  | 114歳17日  | 不明     | 鹿児島県          |
| 59   | 備後クラ       | 女性 | 1905年10月20日 | 2019年10月31日 | 114歳11日  | 不明     | 奈良県            |
| 60   | 別所吉代       | 女性 | 1904年4月1日   | 2018年4月8日   | 114歳7日   | 岡山県   | 岡山県            |
| 61   | 三原富士子     | 女性 | 1910年12月13日 | 2024年12月18日 | 114歳5日   | 愛媛県   | 愛媛県            |
| 62   | 平良菊江       | 女性 | 1910年4月26日  | 2024年4月18日  | 113歳358日 | 沖縄県   | 沖縄県            |
| 63   | 小野ハツエ     | 女性 | 1898年10月31日 | 2012年10月17日 | 113歳352日 | 岩手県   | 北海道            |
| 64   | 秋野やす       | 女性 | 1885年3月1日   | 1999年2月12日  | 113歳348日 | 静岡県   | 静岡県            |
| 65   | 與那嶺ナヒ     | 女性 | 1908年3月9日   | 2022年2月7日   | 113歳335日 | 沖縄県   | 沖縄県            |
| 66   | 林シノブ       | 女性 | 1909年3月15日  | 2023年1月25日  | 113歳316日 | 熊本県   | 熊本県            |
| 67   | 田港小夜       | 女性 | 1906年10月15日 | 2020年8月7日   | 113歳297日 | 沖縄県   | 沖縄県            |
| 67   | 星野冨美       | 女性 | 1908年10月30日 | 2022年8月23日  | 113歳297日 | 東京府   | 東京都            |
| 69   | 浅沼キミ       | 女性 | 1905年11月3日  | 2019年8月22日  | 113歳292日 | 不明     | 東京都            |
| 70   | 豊永常代       | 女性 | 1894年5月21日  | 2008年2月22日  | 113歳277日 | 高知県   | 高知県            |
| 71   | 田鍋友時       | 男性 | 1895年9月18日  | 2009年6月19日  | 113歳274日 | 宮崎県   | 宮崎県            |
| 72   | 長崎ミツヱ     | 女性 | 1899年9月18日  | 2013年6月17日  | 113歳272日 | 熊本県   | 広島県            |
| 73   | 小野ヒサ       | 女性 | 1905年12月8日  | 2019年9月4日   | 113歳270日 | 佐賀県   | 佐賀県            |
| 74   | 永田静枝       | 女性 | 1903年7月25日  | 2017年4月12日  | 113歳261日 | 不明     | 熊本県            |
| 74   | 大城テル       | 女性 | 1904年5月10日  | 2018年1月26日  | 113歳261日 | 沖縄県   | 沖縄県            |
| 74   | 川崎喜美       | 女性 | 1909年3月24日  | 2022年12月10日 | 113歳261日 | 千葉県   | 神奈川県          |
| 77   | 後藤はつの     | 女性 | 1903年9月1日   | 2017年5月15日  | 113歳256日 | 新潟県   | 東京都            |
| 78   | 天羽ツルヱ     | 女性 | 1904年3月1日   | 2017年11月6日  | 113歳250日 | 不明     | 徳島県            |
| 79   | 夛胡かつ子     | 女性 | 1910年3月28日  | 2023年12月1日  | 113歳248日 | 長野県   | 東京都            |
| 80   | 栗本カツエ     | 女性 | 1907年3月20日  | 2020年11月22日 | 113歳247日 | 徳島県   | 奈良県            |
| 81   | 荒井ひさ       | 女性 | 1904年9月10日  | 2018年5月4日   | 113歳236日 | 岐阜県   | 岐阜県            |
| 82   | 峯柴志げ       | 女性 | 1909年5月18日  | 2023年1月6日   | 113歳233日 | 愛知県   | カナダ            |
| 83   | 中野シツ       | 女性 | 1894年1月1日   | 2007年8月19日  | 113歳230日 | 福岡県   | 福岡県            |
| 84   | 辻タカ         | 女性 | 1906年8月6日   | 2020年3月4日   | 113歳211日 | 佐賀県   | 佐賀県            |
| 85   | 河野のぶ       | 女性 | 1911年3月28日  | 2024年10月22日 | 113歳208日 | 茨城県   | 神奈川県          |
| 86   | 関しな         | 女性 | 1909年10月1日  | 2023年4月25日  | 113歳206日 | 茨城県   | 茨城県            |
| 87   | 岸ツキミ       | 女性 | 1905年8月31日  | 2019年3月19日  | 113歳200日 | 栃木県   | 栃木県            |
| 88   | 佐藤ミツノ     | 女性 | 1909年4月9日   | 2022年10月6日  | 113歳180日 | 秋田県   | 秋田県            |
| 89   | 野中正造       | 男性 | 1905年7月25日  | 2019年1月20日  | 113歳179日 | 北海道   | 北海道            |
| 90   | 宇佐美キク     | 女性 | 1904年9月1日   | 2018年2月26日  | 113歳178日 | 不明     | 新潟県            |
| 91   | 山口タメ       | 女性 | 1907年3月20日  | 2020年9月6日   | 113歳170日 | 鹿児島県 | 宮崎県            |
| 92   | 井芹マサ       | 女性 | 1902年9月19日  | 2016年3月5日   | 113歳168日 | 不明     | 熊本県            |
| 93   | 古川小イト     | 女性 | 1901年5月8日   | 2014年10月11日 | 113歳156日 | 不明     | 徳島県            |
| 94   | 平石カツヱ     | 女性 | 1904年6月9日   | 2017年11月6日  | 113歳150日 | 徳島県   | 徳島県            |
| 95   | 田中ヨシノ     | 女性 | 1900年3月3日   | 2013年7月30日  | 113歳149日 | 沖縄県   | 長崎県            |
| 96   | 芦田テルエ     | 女性 | 1899年9月20日  | 2013年2月15日  | 113歳148日 | 兵庫県   | 兵庫県            |
| 97   | 山田けさ       | 女性 | 1907年3月30日  | 2020年8月15日  | 113歳138日 | 群馬県   | 群馬県            |
| 98   | 宮崎コミヤ     | 女性 | 1897年8月20日  | 2011年1月4日   | 113歳137日 | 広島県   | 広島県            |
| 99   | 伊藤ミセ       | 女性 | 1890年11月6日  | 2004年3月18日  | 113歳133日 | 静岡県   | 静岡県            |
| 100  | 北舛ジュン     | 女性 | 1900年3月2日   | 2013年7月11日  | 113歳131日 | 広島県   | 広島県            |

## 参考
ジェロントロジー・リサーチ・グループ (GRG)によって認定されていない長寿の記録。
| 氏名       | 性別 | 生年月日      | 没年月日       | 年齢       | 備考                                               |
| ---------- | ---- | ------------- | -------------- | ---------- | -------------------------------------------------- |
| 泉重千代   | 男性 | 1865年8月20日 | 1986年2月21日  | 120歳185日 | 2010年に男性最長寿のギネス世界記録を取り消された。 |
| 小林やす   | 女性 | 1846年3月2日  | 1964年5月29日  | 118歳88日  |                                                    |
| 中村重兵衛 | 男性 | 1852年6月10日 | 1969年5月5日   | 116歳329日 |                                                    |
| 森元いと   | 女性 | 1853年8月15日 | 1970年6月7日   | 116歳296日 |                                                    |
| 本郷かまと | 女性 | 1887年9月16日 | 2003年10月31日 | 116歳45日  | 2012年にギネスブックの記録を取り消された。         |
| 藤沢ミつ   | 女性 | 1876年4月9日  | 1990年1月17日  | 113歳283日 |                                                    |

## 人物別

### 徳田二次郎
徳田 二次郎（とくだ にじろう、1895年6月10日 - 2006年6月12日）は、2005年7月から死去するまで男性長寿日本一であった人物。鹿児島県鹿児島市在住。
2005年7月3日、広島県東広島市の重高小八が110歳で死去したのに伴い、男性長寿日本一になった。
60歳まで関西で電話会社の技術職員として働いていた。
110歳時点でもやや耳が遠いが日常会話はでき、カメラが趣味で、部屋から風景を撮影していた。「皆さんに助けてもらって今日があります」とお礼をしていた。
2006年6月12日、111歳で死去。彼の死去に伴い、国内最高齢は宮崎県都城市の田鍋友時となった（厚生労働省、2006年6月13日発表）。

### 白石チヨ
白石 チヨ（しらいし ちよ、1895年8月6日 - 2009年11月19日）は、かつて日本で2番目に長寿だった人物。福島県生まれで、晩年は茨城県常陸太田市に住んでいた。19歳の時に嫁いできて、子供6人、孫8人、曾孫12人、玄孫が2人いた。広島への原爆投下時、満50歳の誕生日を迎えた。
2008年4月5日より実際に日本一だった知念カマが家族の意向により実名が非公開とされていたため、一時的に彼女が長寿日本一として公表されていた。また、存命中はジェロントロジー・リサーチ・グループにより認定された、世界で4番目に高齢の存命人物だった。
2009年11月19日に老衰のため死去。114歳と105日だった。

### 石黒喜代子
石黒 喜代子（いしぐろ きよこ、1901年〈明治34年〉3月4日 - 2015年〈平成27年〉12月5日）は、かつて神奈川県平塚市に在住していた長寿の女性。神奈川県では最長寿であり、死去時には日本で田島ナビ（1900年8月4日生）に次ぐ2番目、世界全体でも5番目の長寿者であった。2015年12月5日に老衰のため死去。114歳276日没。
助産師として、生涯で3,000人の出産に関わった。長寿の秘訣として「のんき」を挙げていた。

### 氏名非公表（男性）
氏名非公表（男性）（1914年1月23日 - 2024年8月21日）は2024年7月から死去するまで男性長寿日本一であった人物。
東京都文京区在住。2024年7月5日、涌井富三郎の死去により男性長寿日本一となる。2024年8月21日に死去。110歳211日。 存命中も死去後もメディアによる報道はされなかった。